# Restobar
Se denomina restobar a un establecimiento de restauración que puede ser considerado una mezcla entre restaurante y bar.
Un restobar ofrece generalmente tanto una gran selección de platos como de bebidas, de forma que tanto para comer como para consumir bebidas alcohólicas se puede visitar un restobar. A menudo hay también shows en vivo de grupos musicales, de humoristas o de baile.
A finales de los años 90 se pusieron de moda, en los cuales un DJ pinchaba música electrónica de baile (generalmente música House sosegada) o música lounge.
- Datos: Q2146030